# تیم ملی بسکتبال تایلند
تیم ملی بسکتبال تایلند نماینده تایلند در مسابقات بین‌المللی بسکتبال است. این تیم بالاترین سطح بسکتبال در کشور تایلند نیز هست. این تیم از سال ۱۹۵۳ به فیبا پیوست.